# Ospedale universitario di Uppsala
L'ospedale universitario di Uppsala (Akademiska sjukhuset, talvolta abbreviato in Akademiska, colloquialmente abbreviato Ackis o Akkis) è un ospedale universitario locato nella città di Uppsala. Nato nel 1708 come clinica universitaria, verso la metà del XIX secolo incorporò le altre istituzioni sanitarie cittadine e nel 1867 venne trasferito nell'attuale sito, a sud del castello di Uppsala.
È il principale ospedale della provincia di Uppsala, cui fornisce assistenza sanitaria primaria, ed è inoltre centro di riferimento per l'assistenza secondaria nella regione sanitaria di Uppsala-Örebro, nonché centro di riferimento nazionale per diverse assistenze specialistiche.

## Storia

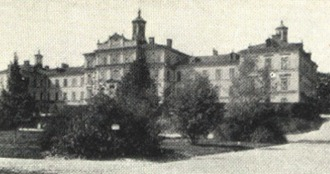
Il più antico tra gli edifici tuttora costituenti l'ospedale, oggi ospita parte dell'amministrazione

Nel 1292 Magnus Johansson, cavaliere e membro del Riksråd, destinò nel suo testamento un edificio per la cura dei poveri, e tra il 1299 e il 1302 un helgeandshus (centro che fungeva da ospedale, ospizio, e casa da riposo) fu operativo in Fyris torg, fino a quando venne chiuso da Gustav Vasa.
Olaus Rudbeck propose nel 1666 l'istituzione di un nosocomium universitario, senza tuttavia avere successo. Nel Settecento la facoltà di medicina dell'Università di Uppsala avviò un policlinico: a seguito dell'interesse di Lars Roberg, professore a Uppsala, l'università acquistò nel 1708 Oxenstiernska huset e lo adibì ad ospedale universitario. L'operatività dell'ospedale fu inizialmente irregolare, a causa di insufficienti finanziamenti. Nel 1742 Rogbergs venne succeduto da Nils Rosén von Rosenstein, e sotto la sua amministrazione l'ospedale venne restaurato.
L'attività di policlinico era dominante, ma pazienti potevano essere tenuti individualmente in cura, e intorno al 1750 l'ospedale aveva 6 letti, divenuti 10 alla fine del secolo. Sotto la guida di Israel Hwasser, divenuto prefetto dell'ospedale nel 1831, l'attività venne ulteriormente estesa, e intorno al 1840 l'ospedale aveva 32 letti ad uso generale e 8 ad uso didattico. Nel 1815 venne proposta la fusione del lazzareto con l'ospedale accademico, che venne effettivamente attuata nel 1857.

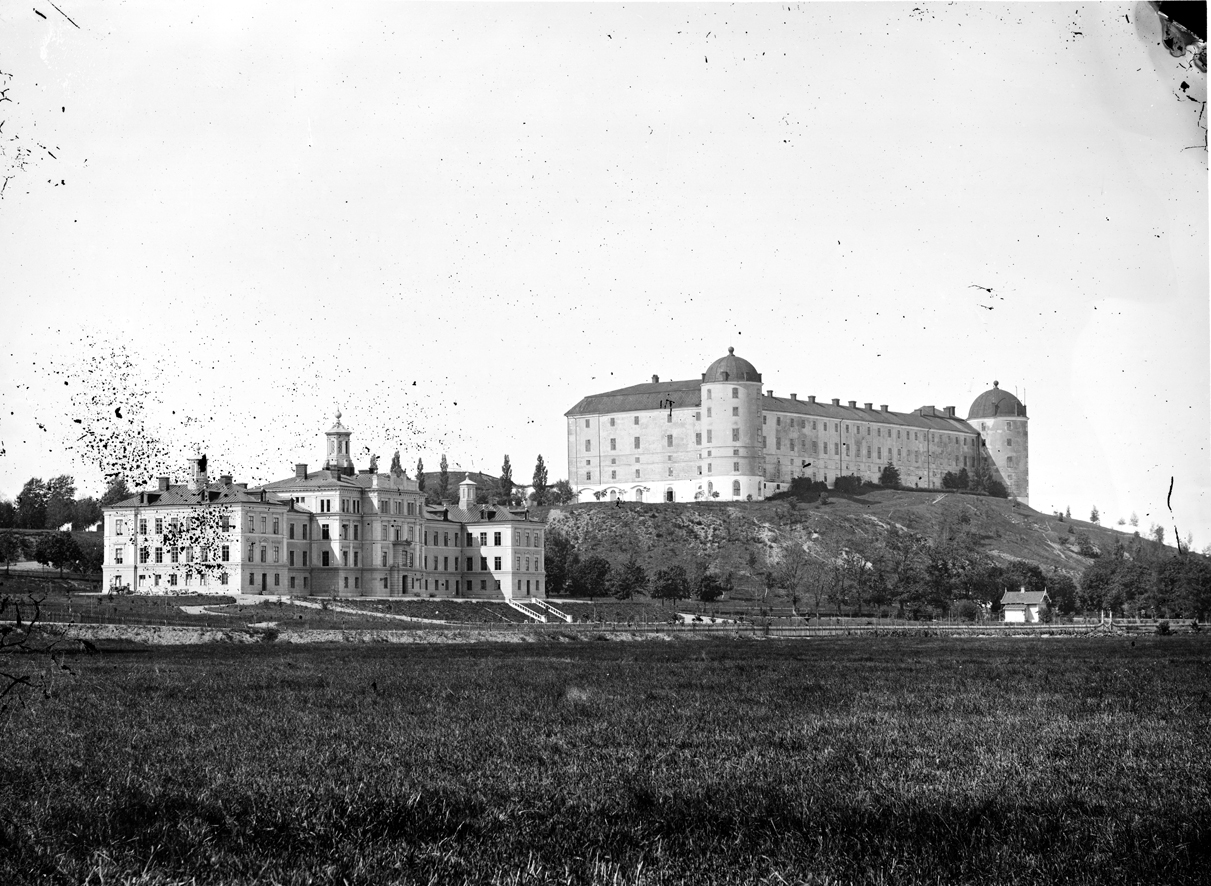
Il nuovo edificio dell'ospedale, costruito nel 1867, è visibile in questa foto ai piedi della collina del castello

Nel 1867 venne completata la costruzione di un nuovo edificio a quattro piani, situato nell'attuale locazione dell'ospedale, a sud del castello di Uppsala, allora tra i più moderni ospedali della Scandinavia. Tra il 1901 e il 1903 vennero costruiti nuovi edifici per ospitare l'economato, oftalmologia, ginecologia, ostetricia, malattie del seno, e reparto d'isolamento. Tra il 1919 e il 1926 venne compiuto un restauro, su progetto di Ernst Stenhammar, che triplicò la capacità e portò il numero di posti letto a 585.
Dal 1983 l'ospedale è proprietà dell'amministrazione sanitaria regionale di Uppsala (Region Uppsala). Dal 1988 l'ospedale universitario include l'ospedale psichiatrico (Ulleråkers sjukhus), e dal 1997 il Diakonistiftelsen Samariterhemmet ("casa dei samaritani diaconale", istituto della Chiesa di Svezia). Nel 2010 l'ospedale contava oltre 1 100 posti letto.
Il 24 aprile 2014 è stato avviato un progetto di restauro e ampliamento dell'ospedale. I lavori di costruzione sono iniziati nel 2016 e il termine è previsto nel 2023, per un totale di 5,8 miliardi di corone. Il progetto prevede la costruzione di nuovi edifici per un totale di 60 000 m², e il restauro di 80 000 m² negli edifici pre-esistenti.

## Cultura di massa
La serie TV Sjukhuset, prodotta da TV3 tra il 2007 e il 2009, è stata ripresa nell'ospedale accademico di Uppsala.